# II Simfonija (Brukner)
SIMFONIJA broj 2. c - moll, WAB 102, Antona Bruknera.

## Opšte karakteristike
Nastala je između 1869. i 1872, a premijerno izvedena pod dirigentskom palicom kompozitora, za vreme Svetske izložbe u Lincu 1873.godine. Usledile su dve prerade: 1878. godine i konačno 1890. kada se pojavila konačna verzija ove Simfonije. Naziv dela, Simfonija sa pauzama, nije se održao kao naziv dela, a potiče otuda što u Bruknerovo vreme nije postojalo mnogo razumevanja za često korišćenje ovog muzičkog izražajnog sredstva. Delo je koncipirano u četiri stava i ukupno traje 52 minuta.

## Analiza dela
Prva tema prvog stava je posle one iz Sedme Simfonje, najduža u Bruknerovom simfonijskom stvaralaštvu. Donose je violončela praćena tremolom violina. I druga tema je poverena violončelima, uz pratnju drugih violina. Treća tema počinje u oboi, a zatim je preuzimaju ostali drveni duvači. Podseća na Vagnerovu mladalačku operu Rienci. Ovaj materijal se u tipičnom Bruknerovom arhitektonskom stilu razrađuje i prelazi u reprizu i moćnu završnu kodu. 
Drugi stav je Adagio, sa oznakom Svečano i ponešto uzbuđeno. Prvu temu donose violine sa karakterističnim skokovima u noni, dok drugu temu donose rogovi, praćeni picikatima gudača. Ovaj tematski materijal vodi ka veličanstvenom vrhuncu, iza koga će se začuti tema In nomine Domini iz Bruknerove Mise u f-molu. Po Bruknerovom objašnjenju, to je njegova zahvalnica Bogu na inspiraciji koju mu je dao. U reprizi, prva tema u volinama će se začuti u obrtaju melodijskog materijala, a zatim se pridružuju flauta i klarinet, dok pozadinu stvaraju picikati prigušenih gudača. To dovodi do završetka stava. 
Treći stav je Skerco (Scherzo), čiji bočni delovi donose melodiju austrijske muzike za igru, dok je središnji trio jedan lendler. I finalni četvrti stav, neuobičajeno za Bruknera, nastavlja ambijent austrijske seoske igre, a tokom njegovog izlaganja, do nastupa završne moćne kode celog orkestra, susrećemo se sa citatima, što iz stvaralaštva jednog Mendelsona, što iz Bruknerove Mise u f-molu (upravo stav Kyrie eleison).

## Izvođači
Simfonijski Orkestar Bavarskog Radija, dirigent: Eugen Johum
Simfonijski Orkestar Ruskog Ministarstva kulture, dirigent: Genadij Roždestvenski.